# Strangolagalli
Strangolagalli é uma comuna italiana da região do Lácio, província de Frosinone, com cerca de 2.503 habitantes. Estende-se por uma área de 10 km², tendo uma densidade populacional de 250 hab/km². Faz fronteira com Arce, Boville Ernica, Ceprano, Monte San Giovanni Campano, Ripi.

## Demografia
| Variação demográfica do município entre 1861 e 2011                               |
|                                                                                   |
| Fonte: Istituto Nazionale di Statistica (ISTAT) - Elaboração gráfica da Wikipedia |